# زلزال بيرنيك 2012
زلزال بيرنيك 2012 هو زلزالٌ وقعَ في برنيك في بلغاريا بتاريخ 22 مايو 2012. وبلغت شدتهُ 5.6 على مقياس ريختر.